# Lyssomanes matoensis
Espèce
Lyssomanes matoensis est une espèce d'araignées aranéomorphes de la famille des Salticidae.

## Distribution
Cette espèce est endémique du Mato Grosso au Brésil,. Elle se rencontre vers Nova Xavantina.

## Description
La carapace de la femelle holotype mesure 3,15 mm de long sur 2,28 mm et l'abdomen 5,50 mm de long sur 2,15 mm.

## Étymologie
Son nom d'espèce, composé de mato et du suffixe latin -ensis, « qui vit dans, qui habite », lui a été donné en référence au lieu de sa découverte, le Mato Grosso.

## Publication originale
- Logunov, 2014 : New species and records of Lyssomanes Hentz, 1845 from Central and South Americas (Aranei: Salticidae). Arthropoda Selecta, vol. 23, no 1, p. 57-76 (texte intégral).